# Wilmersdorfer See

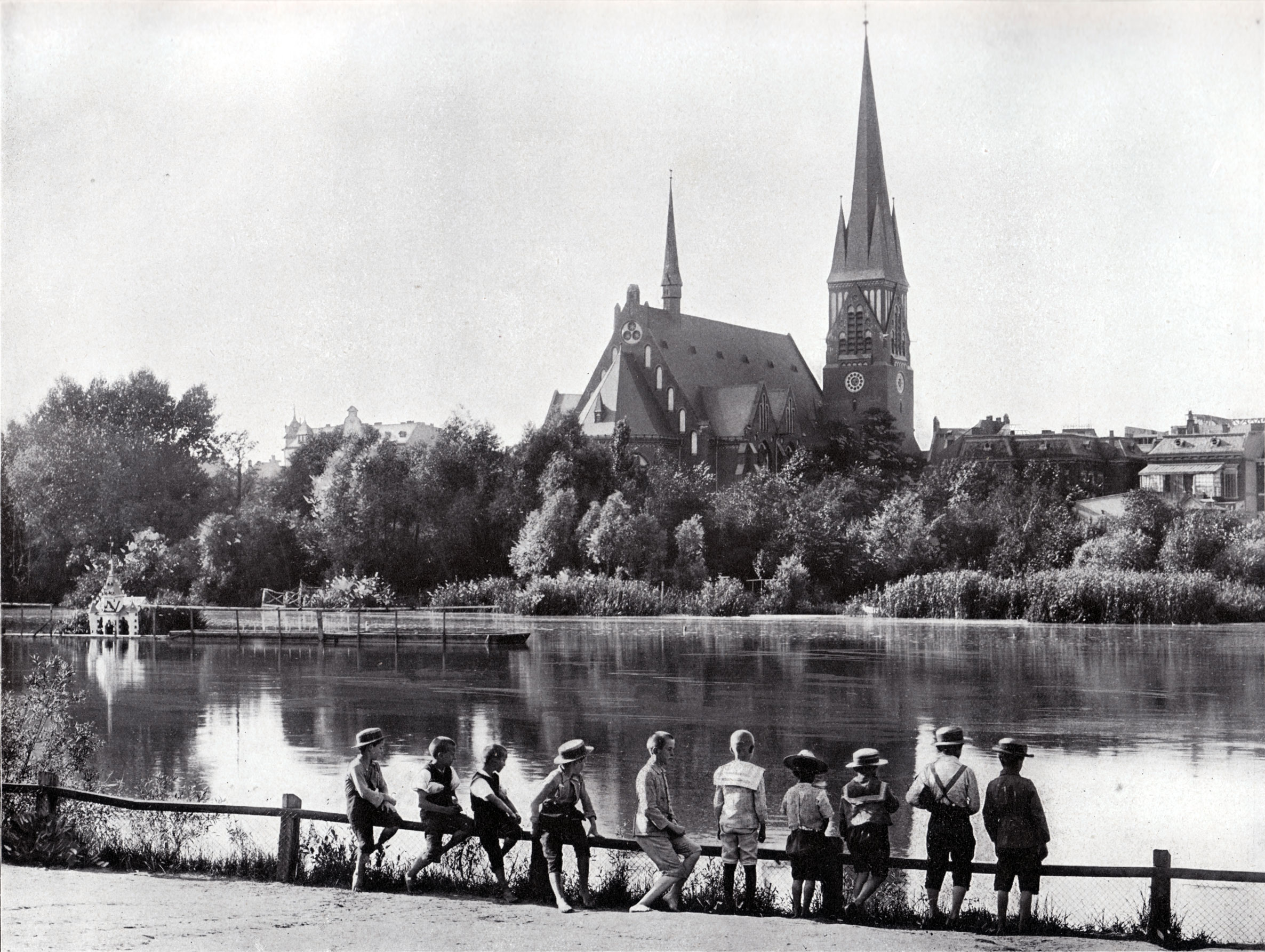
Wilmersdorfer See um 1900

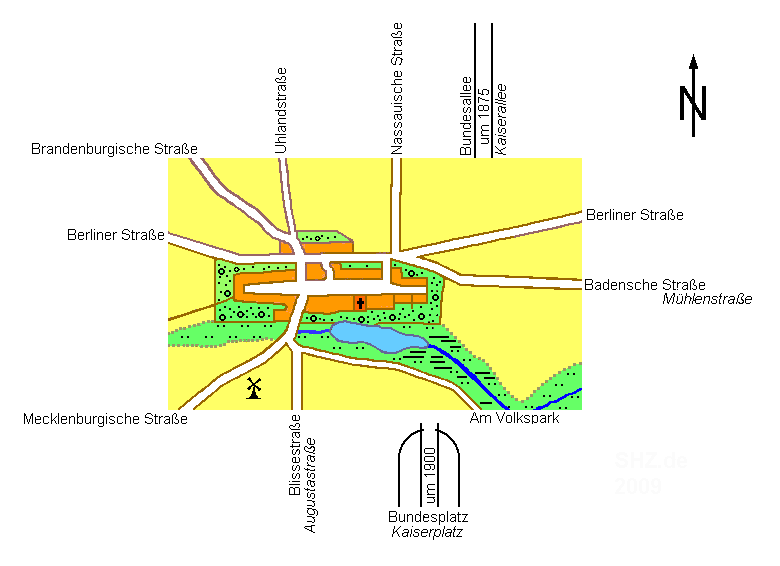
Wilmersdorf im 19. Jahrhundert mit den heutigen Straßennamen

Der ehemalige Wilmersdorfer See lag im Berliner Ortsteil Wilmersdorf, nahe der Straße Wilhelmsaue, dem ehemaligen Ortskern von Alt-Wilmersdorf. Der See wurde ab 1915 zugeschüttet.
Mit einer von dem „Millionenbauern“ Otto Schramm gebauten Badeanstalt hatte das Gewässer in den 1880er Jahren den Ruf der damals selbständigen Gemeinde als Seebad Wilmersdorf begründet. Der Tanzpalast Schramm am See zählte in dieser Zeit zu einem der beliebtesten Vergnügungszentren für die Berliner Stadtbevölkerung und für benachbarte Orte wie Schöneberg, Charlottenburg oder Schmargendorf: „Karlineken, wat meenste, morjen jehn wa bei Schramm, een danzen“, hieß es in Berlin.

## Geologie und See

See, Fenn und Wilmersdorf 1860

Geologisch gehörte der Wilmersdorfer See zu einem sumpfigen Fenn mit einem Graben, der die letzten Seen und Tümpel verband, die nach langen Verlandungsprozessen von einer eiszeitlichen glazialen Rinne (Grunewaldseenkette) verblieben waren. Da große Teile Wilmersdorfs aus Sumpfgelände bestanden, die eine Bebauung und Befestigung der Straßen unmöglich machten, und zur Beseitigung der Abwässer wurde das Gebiet gegen Ende des 19. Jahrhunderts im Rahmen des Hobrecht-Plans durch den Bau und die Entwicklung einer Kanalisation mit Entwässerungsgräben trockengelegt. Mit dieser Aktion wurde die Eingliederung Wilmersdorfs in die Stadt Groß-Berlin vorbereitet. Eine entscheidende Rolle spielte hierbei der Ausbau des natürlichen Schwarzen Grabens, später Haupt Graben. Dieser Graben wurde 1887 zugeschüttet. Danach sank der Wasserspiegel und der See trocknete zunehmend aus. Gegen 1920 wurde er endgültig zugeschüttet. 
Auf seinem Gebiet befindet sich heute der westliche Teil im mittleren Bereich des Volksparks Wilmersdorf mit zwei Sportplätzen und weiteren Freizeitanlagen zwischen dem Straßenzug Mecklenburgische Straße – Uhlandstraße – Bundesallee. Gemeinsam mit dem benachbarten Schöneberger Rudolph-Wilde-Park bildet der Volkspark einen rund 2,5 Kilometer langen und rund 150 Meter breiten innerstädtischen Grünzug, dessen Charakter als verbliebene Niederung einer ehemaligen Wasserabflussrinne der tauenden Gletscher gut zu erkennen ist.
Die Siedler, die zum Landesausbau der jungen Mark Brandenburg im 13. Jahrhundert in das Gebiet kamen, lebten neben der Landwirtschaft und der späteren Schafzucht lange vom Fischfang im Wilmersdorfer See.

## Geschichte

### Millionenbauern
Mit dem ökonomischen Boom der Gründerzeit kam es zu einem rasanten Wachstum der Bevölkerung Berlins, die sich zwischen 1861 und 1910 von 500.000 auf zwei Millionen vervierfachte. Das Wachstum brachte enorme städtebauliche und verkehrstechnische Probleme mit sich. Die Eisenbahn brauchte Platz und vermögende Berliner suchten zunehmend ruhigere und abgeschiedene Wohnbereiche, die sie in den 1870er Jahren in Deutsch-Wilmersdorf oder Schöneberg fanden.
Vorausschauende Bauinvestoren und Spekulanten sowie Stadtbahn und Ringbahn kauften große Landflächen an und überschütteten die Wilmersdorfer und Schöneberger Landwirte förmlich mit Geld, weshalb diese als „Millionenbauern“ in die Geschichte eingingen. Der Schriftsteller Max Kretzer setzte ihnen 1891 mit dem zweiteiligen Roman Der Millionenbauer und dem gleichnamigen bürgerlich-adligen Trauerspiel ein literarisch-dramatisches Denkmal. Max Kretzer lässt in seinem Roman zwei junge Adelige berichten:

„Es war eine kleine märkische Idylle, der die Eisenbahn von Tag zu Tag immer mehr das städtische Gepräge gab. Die friedliche Ruhe wurde nur von dem Lärm der Gäste im oberen Teil des Gartens unterbrochen. Rechts zeigten sich die Buden der Badeanstalt. Als Heckenstett sie erblickte, fragte er sofort, ob das das berühmte Wilmersdorfer Seebad sei, von dem er bereits so viel gehört habe? Er erinnerte sich dabei, dass eine kleine Putzmacherin ihm scherzhafterweise erzählt hatte, sie pflege jeden Sommer ins Bad nach Wilmersdorf zu reisen.“

### Seebad Wilmersdorf

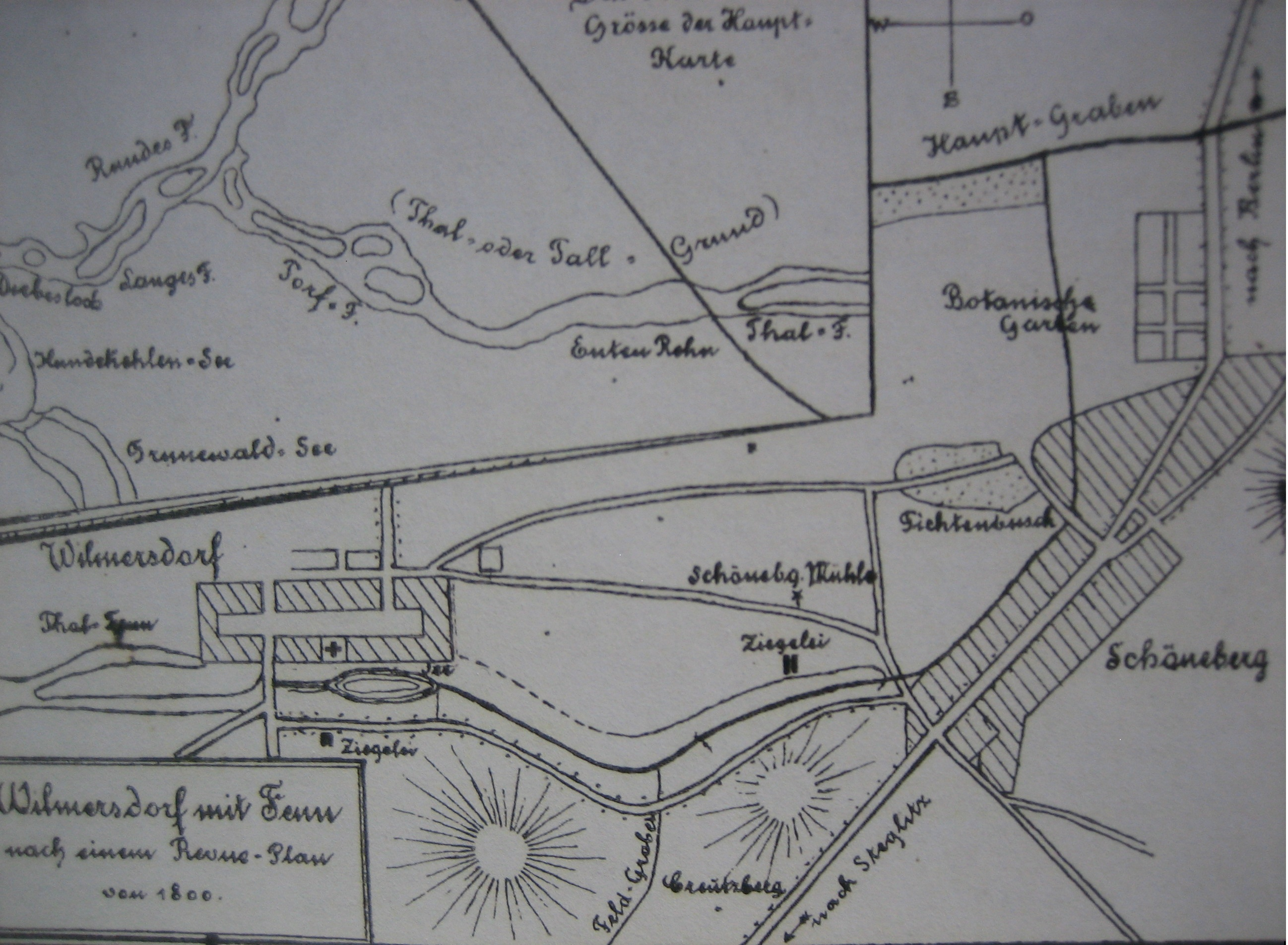
Wilmersdorfer Fenn, um 1800

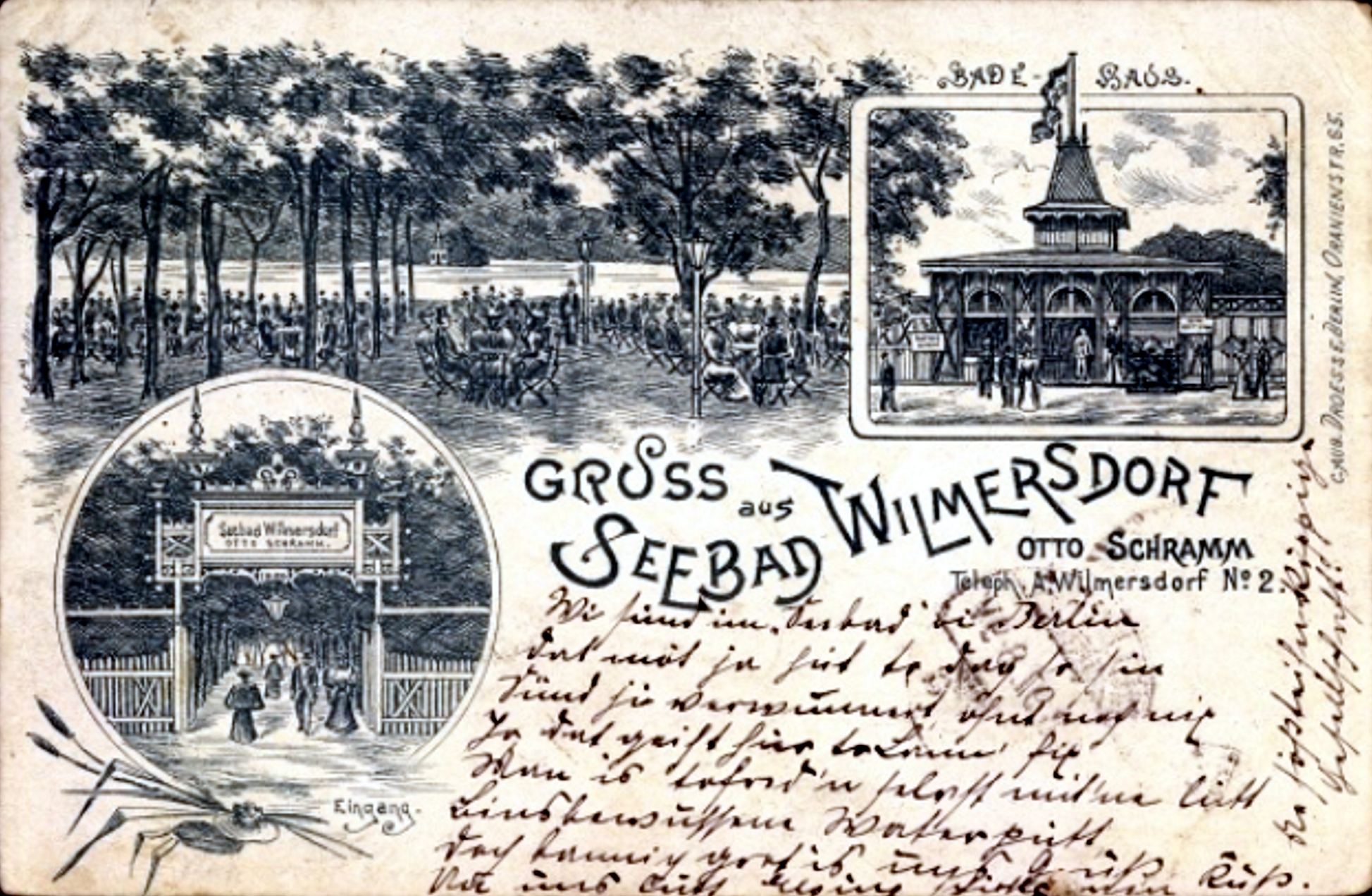
Ansichtskarte aus dem Ende des 19. Jahrhunderts, geschrieben von Besuchern der Badeanstalt auf plattdeutsch

Einer dieser „Millionenbauern“ war der Wilmersdorfer Georg Blisse, ein anderer der Großbauer Schramm, dessen Sohn Otto (1845–1902) sehr früh erkannte, dass für die Berliner ein großer Bedarf an Freizeit- und Vergnügungsmöglichkeiten entstehen würde und Wilmersdorf dafür wie geschaffen sein könnte. Otto Schramm investierte daher 1879 einen Teil des Millionenvermögens in den Ankauf eines rund 2500 m² großen Areals am Südufer des Wilmersdorfer Sees, auf dem er eine Badeanstalt und einen Kaffeegarten errichten ließ. Bad und Lokal wurden von der Berliner Bevölkerung begeistert aufgenommen und begründeten den Ruf des Ortes als Seebad Wilmersdorf.

### Tanzpalast Schramm
Aus dem Kaffeegarten entwickelte sich schnell ein großer Biergarten mit dem riesigen Tanzpalast Schramm – „Gehn wir zu Schramm“ wurde zu einem geflügelten Wort der vergnügungssüchtigen Berliner. „Karlineken, wat meenste, morjen jehn wa bei Schramm, een danzen“ hieß es im Berliner Dialekt dieser Zeit, lässt uns der Schriftsteller Hanns Fechner wissen. „Wie elektrisiert“ habe sich manch junge Berlinerin von diesem Angebot gezeigt.
Insbesondere junge Offiziere und verarmte Adelige verlegten sich darauf, „mit den Dorfschönen ein Tänzchen zu wagen“, nicht immer ohne Hintergedanken: 

„An den Sonntagen sah man die Dorfschönen […] in die schwersten seidenen Stoffe gekleidet, mit kostbarem Schmuck behangen, sich bei Schramms […] im Kreise drehen. Manch eine Millionenbauerntochter wurde von dort frisch weggeheiratet.“

### Niedergang des Seebades
Mit Beginn des 20. Jahrhunderts bekamen Seebad und Tanzpalast erhebliche Konkurrenz. 1904 eröffneten rund vier Kilometer entfernt die Terrassen am Halensee, und ihrem Ausbau 1910 zum attraktiven Lunapark mit aus damaliger Sicht sensationeller Spitzenunterhaltung hatte das Seebad nichts vergleichbar Attraktives entgegenzusetzen. Zudem wuchs Wilmersdorf seit 1890 immer schneller nach Berlin hinein, mehrgeschossige Wohnhäuser ersetzten die Landhäuser und der Vorort verlor seinen dörflichen Charakter und die beschauliche Ruhe. In kurzer Zeit erhöhte sich die Einwohnerzahl Wilmersdorfs von 5.000 auf großstädtische 100.000 und dem Ort wurden dementsprechend 1906 die Stadtrechte verliehen. Das Interesse der gutsituierten Berliner an stadtnahen Immobilien im Grünen verlagerte sich auf Häuser in Grunewald oder im Schöneberger Bayerischen Viertel. Hinzu kam das Problem der zunehmenden Verschmutzung und Verlandung des Sees, der deshalb ab 1915 zugeschüttet wurde.

## Schrammblock

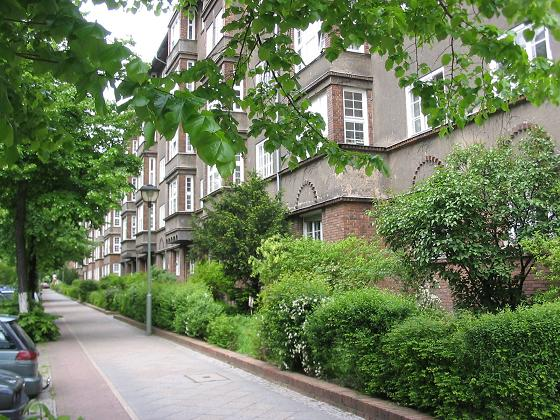
Schrammblock, Ansicht Hildegardstraße

Auf der Schrammschen Fläche von Badeanstalt und Tanzpalast entstand zwischen 1925 und 1928 nach Plänen des Architekten Jürgen Bachmann der sogenannte „Schrammblock“. Die riesige Wohnanlage mit einer der ersten unterirdischen Großgaragen, mit Hofterrassen und Vorgärten füllt das gesamte Viereck zwischen den Straßen Am Volkspark, Schrammstraße, Hildegardstraße und Livländische Straße in einem Gebäudezug. An den beiden längeren Straßenseiten beträgt die Blocklänge rund 200 m und an den Seiten rund 50 m. Das gesamte Areal, das seit 2006 einer Totalsanierung unterzogen wurde, steht heute unter der Verwaltung des kommunalen Wohnungsbauunternehmens GESOBAU AG (bis 1949 Aktiengesellschaft für Bahnen und Tiefbauten).
Dem Block gegenüber im Volkspark liegen die Sportplätze auf der Fläche des ehemaligen Wilmersdorfer Sees.